# Beechcraft Baron
Beechcraft Baron — сімейство американських легких двохмоторних літаків загального призначення. Серія розроблена і серійно вироблялась підприємством Beech Aircraft Corporation з 1961 року. Випуск літака продовжується і в даний час (2011) підприємством Hawker Beechcraft Corporation.

## Розробка літака
Серія літаків Baron була розроблена на основі попередньої моделі Beechcraft 95 Travel Air. Літак був значно змінений: хвостова секція нової машини була взята від моделі Beechcraft Debonair, змінені аеродинамічні форми фюзеляжу і мотогондол. Новому літаку було присвоєно позначення Baron. Прототип здійснив перший політ 29 лютого 1960 р. З 1961 р. літак випускається серійно.

## Модифікації

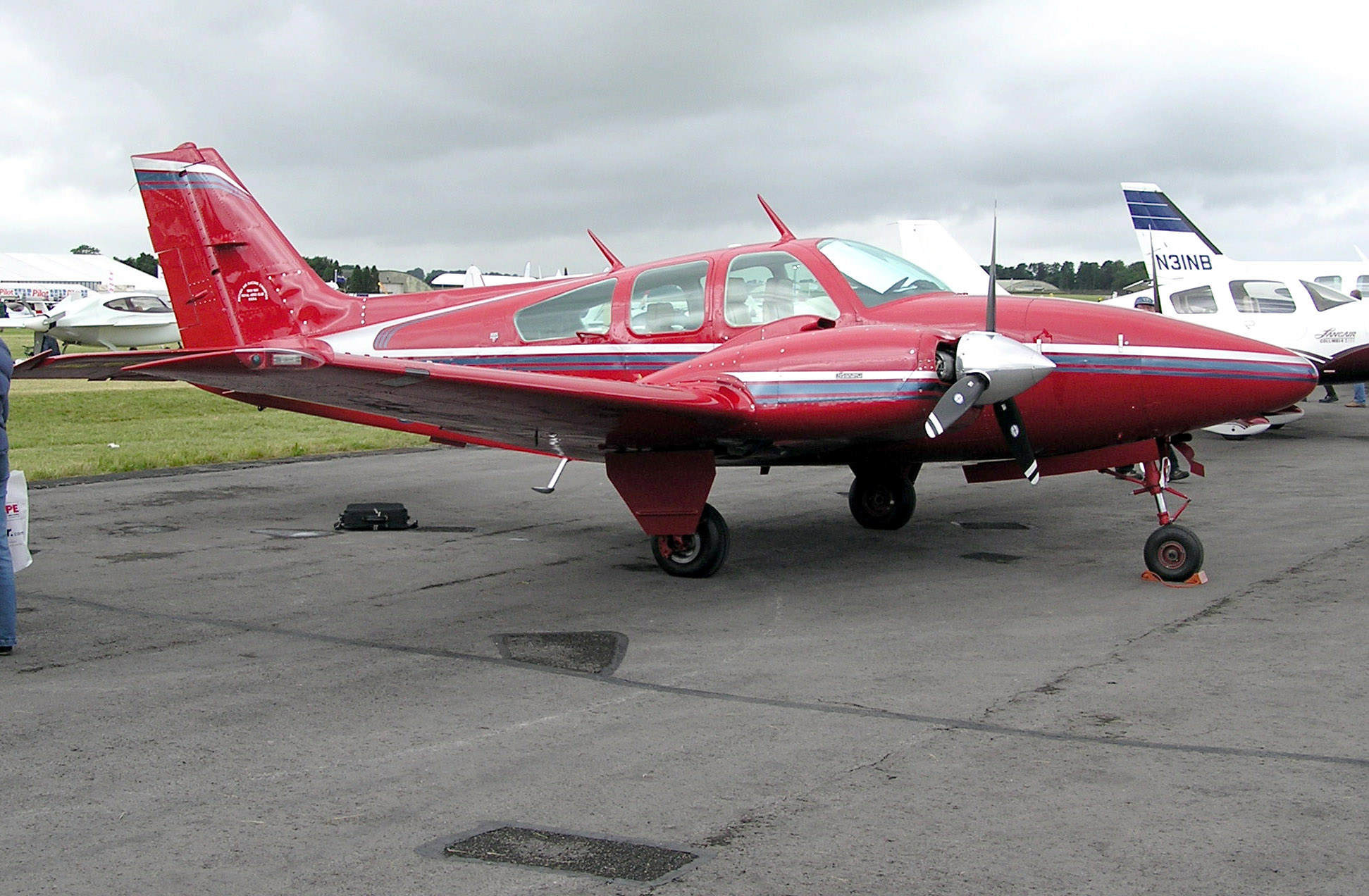
Model E55 Baron

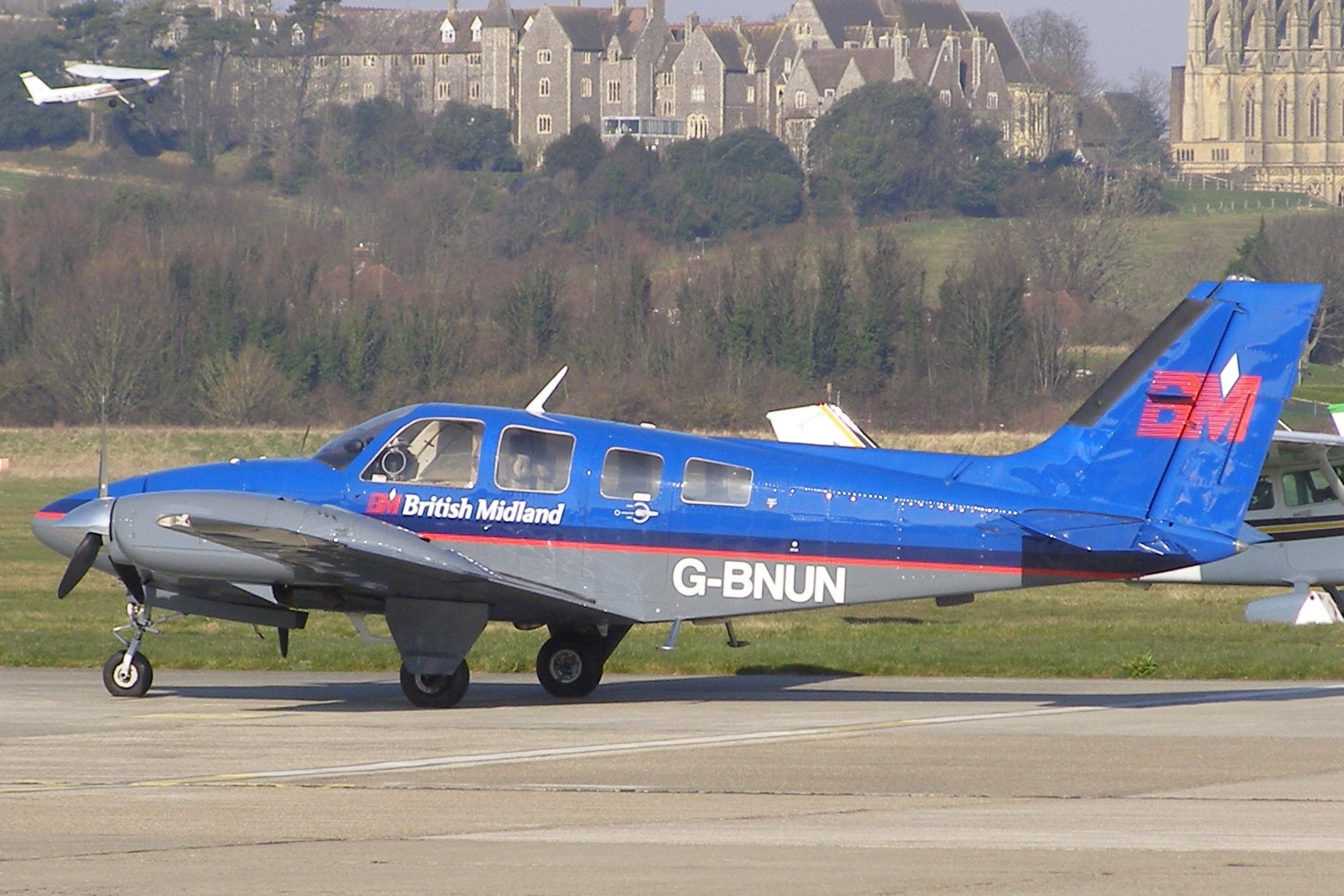
Baron 58PA

В ході серійного випуску вироблялися три головні виробничі серії літаків сімейства Baron: Baron 55 (короткий фюзеляж), Baron 56 (короткий фюзеляж) і Baron 58 (видовжений фюзеляж). Кожна виробнича серія мала модифікації.
Baron 55 — перша виробнича серія. Ранні модифікації Baron 55, 55A і 55B оснащувалися двигунами Continental IO-470 потужністю 260 к. с., розвиваючи швидкість до 350 км/год і мали злітну вагу 2200–2300 кг. Моделі 55C, 55D і 55E оснащувалися двигунами Continental IO520 потужністю 285 к. с, розвивали швидкість до 370 км/год при збільшеній на 200 кг вантажопідйомності. Місткість баків була також збільшена (515 або 628 літрів).
Baron 56 — модель оснащувалась двигунами Lycoming TIO-541 з турбонагнітачем, потужністю 380 к. с.
Baron 58 — нова виробнича серія, випуск почато в 1970 р. Видовжено фюзеляж, змінено компонування салону, додані задні двері. Завантажена вага збільшена до 2450—2500 кг, оснащувались двигунами Continental IO-520 або IO-550 потужністю 300 к. с., крейсерська швидкість — 370 км/год.
З 1976 р. почався випуск моделей з турбонагнітачем (58TC) і з герметичною кабіною (58P). Модель, яка випускається в даний час (G58), оснащується багатофункціональними рідкокристалічними індикаторами (скляна кабіна).

## Льотно-технічні характеристики
- Екіпаж: 1
- Пасажиромісткість: 5
- Довжина 8,53 м
- Розмах крила 11,53 м
- Висота 2,92 м
- Площа крила 18,50 м2
- Аеродинамічний профіль крила NACA 230 відносною товщиною 16,5 % в корені, 10,5 % на закінцівці
- Вага (порожній): 1431 кг
- Максимальна злітна вага 2313 кг
- Силова установка : 2 × Continental IO-470-L, поршневих 6-циліндрових повітряного охолодження, потужністю 260 к. с. кожен
- Максимальна швидкість 380 км/год на рівні моря
- Крейсерська швидкість: 333 км/год при потужності двигуна 55 % на висоті 3600 м.
- Швидкість звалювання 135,5 км/год (двигун вимкнений, шасі і закрилки випущені)
- Дальність: 1746 км при потужності двигуна 65 % на висоті 3200 м з 45-хвилинним резервом палива
- Практична стеля: 6000 м
- Швидкопідйомність: 8,5 м/с